# Baby (2024)
Baby ist ein Filmdrama von Marcelo Caetano. Der Film, in dem ein von João Pedro Mariano gespielter Jugendlicher nach seiner Entlassung aus einer Jugendstrafanstalt in São Paulo obdachlos wird, feierte im Mai 2024 bei den Internationalen Filmfestspielen in Cannes seine Premiere. Der Kinostart in Deutschland war im März 2025.

## Handlung
Nach einer fast zweijährigen Haftzeit in einer Jugendstrafanstalt in São Paulo wird der 18-jährige Wellington entlassen. Weil seine Eltern einfach spurlos verschwunden sind, schließt er sich einigen alten Freunden an und lebt auf der Straße. In einem Pornokino lernt er den um einiges älteren Ronaldo kennen. Dieser hilft ihm dabei, über die Runden zu kommen und führt ihn in die Prostitution ein. Als Stricher nennt sich Wellington „Baby“.
Ronaldo stellt Wellington Priscila vor, der Mutter seines Kindes, die jetzt mit ihrer Freundin Jana zusammenlebt.

## Produktion

### Regie und Drehbuch
„Du wirst immer etwas für dich finden; es wird nicht das sein, was du dir vorgestellt hast, es wird nicht das sein, was du erwartest, aber du wirst von etwas überrascht, von dem du nicht einmal wusstest, dass du es wolltest.“

Regie führte Marcelo Caetano. Es handelt sich bei Baby nach Corpo Elétrico von 2017 um seinen zweiten Spielfilm. Caetano, der seit 2004 in São Paulo lebt, wo Corpo Elétrico und auch Baby spielen, wirkte weiter bei einer Reihe von Filmen als Regieassistent und Casting-Direktor mit, darunter bei Bacurau und Aquarius von Kleber Mendonça Filho. Das Drehbuch für seinen Film, das er gemeinsam mit Gabriel Domingues schrieb, habe sich in den sechs Jahren Vorbereitungszeit stark verändert, so Caetano, weil es in dieser Zeit die Bolsonaro-Regierung, eine sehr starke Polarisierung und zunehmende Gewalt gegenüber LGBT-Personen, Schwarzen und Frauen gegeben hat.

### Besetzung und Dreharbeiten
João Pedro Mariano, der eigentlich als Model tätig ist, spielt in der Titelrolle Baby und gibt mit dem Film sein Debüt als Schauspieler. Um sich auf die Rolle vorzubereiten, besuchte der 21-Jährige mehrmals eine Haftanstalt für Minderjährige und lebte eine Zeit lang Mitten in São Paulo, um mit jungen Menschen aus der LGBTQIA+-Community in Kontakt zu kommen. Ricardo Teodoro, der Ronaldo spielt, ist ebenfalls ein Neuling und war zuvor nur in kleineren Rollen in Fernsehserien zu sehen. Ana Flavia Cavalcanti, die bereits in Caetanos Corpo Elétrico spielte, ist in der Rolle von Priscila zu sehen, der Mutter von Ronaldos Kind. Bruna Linzmeyer spielt Priscilas Freundin Jana, mit der sie zusammenlebt. Luiz Bertazzo spielt den Drogendealer Torres, der Wellington für seine Geschäfte anzuheuern versucht, und Marcelo Várzea seinen älteren Kunden Alexandre.
Kamerafrau Joana Luz war zuletzt für den Dokumentarfilm Hijab, mulheres de véu von Paulo Halm und das Filmdrama Liquid Love von Vitor Steinberg tätig.

### Filmmusik, Marketing und Veröffentlichung
Die Filmmusik komponierten Bruno Prado und Caê Rolfsen, die bereits gemeinsam für die Fernsehserien Hit Parade, Libertários  und  Notícias Populares arbeiteten.
Die Premiere des Films erfolgte am 21. Mai 2024 bei den Internationalen Filmfestspielen in Cannes, wo er in der Semaine de la critique gezeigt wurde. Der erste Clip wurde kurz zuvor vorgestellt. Im Vorfeld der Premiere sicherten sich Dark Star Pictures und Uncork'd Entertainment die Rechte für den Film in Nordamerika. Den Vertrieb in Brasilien übernimmt Vitrine Filmes. Im Oktober 2024 wurde Baby beim Filmfest Hamburg, beim London Film Festival, beim OUTshine LGBTQ+ Film Festival und beim Chicago International Film Festival gezeigt und im November 2024 beim Wiesbadener Exground Filmfest. Im Januar 2025 wird der Film beim Tromsø International Film Festival vorgestellt. Ende Januar, Anfang Februar 2025 wird der Film beim Göteborg International Film Festival vorgestellt. Der Kinostart in Deutschland war am 20. März 2025.

## Rezeption

### Altersfreigabe
In Deutschland wurde der Film von der FSK ab 16 Jahren freigegeben. In der Freigabebegründung heißt es, der Film zeige im Rahmen einer Coming-of-Age-Geschichte mit glaubhaftem Realismus die Härten und Gefahren eines Lebens im Prostituierten- und Drogenmilieu, porträtiere aber auch mit viel Einfühlung die Solidarität zwischen den gesellschaftlichen Außenseitern. Jugendliche ab 16 Jahren könnten auf der Basis ihrer Medienerfahrung und ihres Entwicklungsstands einzelne Sexszenen und Darstellungen von Nacktheit in den Kontext einordnen, ebenso wie gewalthaltige Momente und die teils derbe und diskriminierende Sprache.

### Auszeichnungen
Chicago International Film Festival 2024
- Nominierung im Outlook Competition[12]

Festival do Rio 2024
- Auszeichnung als Bester Film
- Auszeichnung als Bester Schauspieler (João Pedro Mariano)
- Auszeichnung für die Beste Artdirection (Thales Junqueira)[17]

Internationale Filmfestspiele von Cannes 2024
- Auszeichnung mit dem Louis Roederer Foundation Rising Star Award (Ricardo Teodoro)
- Nominierung in der Semaine de la critique (Marcelo Caetano)[6]
- Nominierung für die Queer Palm[18][19]

San Sebastian International Film Festival 2024
- Nominierung für den Sebastiane Latino Award[20]